# Juliusz Schauder
Juliusz Paweł Schauder (pronunciación en polaco: /ˈjulʲjuʂ ˈpavɛw ˈʂau̯dɛr/ (escucharⓘ); Leópolis, Austria-Hungría, 21 de septiembre de 1899 – Leópolis, Polonia ocupada, septiembre de 1943) fue un matemático polaco, conocido por sus trabajos en los campos del análisis funcional, las ecuaciones diferenciales parciales y la física matemática.

## Biografía
Schauder nació en Leópolis, cuando esta ciudad formaba parte del Imperio austrohúngaro (actualmente se llama Lviv y forma parte de Ucrania), en el seno de una familia judía. En 1917, nada más concluir sus estudios secundarios, fue movilizado por el Ejército austrohúngaro y combatió en el frente italiano, donde fue hecho prisionero. Terminada la guerra se alistó en el ejército del general Józef Haller que se estaba organizando en Francia para combatir en la guerra polaco-soviética. En 1919 comenzó sus estudios de Matemáticas en la Universidad de Leópolis, en la que obtuvo el doctorado en 1923.
A partir del año siguiente empezó a trabajar de profesor de secundaria y en 1928 obtuvo la habilitación docente universitaria. Pero aunque empezó a dar clases en la universidad, sus ingresos de la universidad eran tan escasos que necesitó seguir haciendo de profesor de secundaria. En 1929 se casó con Emilia Löwenthal, con la que tuvo una hija, Ewa. En el curso 1932-33 obtuvo una beca para estudiar en la Universidad de Leipzig y en la Universidad de París con Jacques Hadamard. Mientras estaba en París conoció al matemático Jean Leray, con quien inició una fructífera colaboración. En 1934, la revista matemática Annales Scientifiques de l'École Normale Supérieure publicó su artículo Topologie et équations fonctionnelles, escrito conjuntamente con Leray, sobre la aplicación de la teoría de los espacios de Banach a las ecuaciones en derivadas parciales. En 1935 fue reconocido como asistente sénior del profesor Hugo Steinhaus, pero su pleno reconocimiento como profesor titular sólo llegó en 1939 con la ocupación soviética de la ciudad.
Su nueva situación duró poco, pues en 1941 el ejército nazi ocupó la  ciudad e inició la persecución de los judíos. Schauder, tras esconderse durante dos años, fue detenido y asesinado en circunstancias no aclaradas en el otoño de 1943, probablemente ejecutado por la Gestapo en una redada contra los judíos.Su esposa Emilia y su hija Ewa fueron escondidas por la resistencia polaca en las alcantarillas de Leópolis durante un tiempo tras la muerte de Schauder. Su esposa, sin embargo, no pudo soportar las duras condiciones de vida, se entregó a los alemanes y fue deportada al campo de concentración de Majdanek, donde murió. Su hija pudo escapar del mismo destino gracias a que fue escondida por unas monjas católicas en un convento, y después de la guerra se fue a Italia, donde vivió con su tío.
La mayor parte de su investigación matemática fue en el campo del análisis funcional, como lo fue gran parte de la obra de los matemáticos de la Escuela de Leópolis. Schauder es recordado por el teorema del punto fijo de Schauder (una herramienta importante para demostrar la existencia de soluciones en varios problemas), por la base de Schauder(generalización de una base ortonormal de los espacios de Banach) y por el teorema de Leray-Schauder (una forma de establecer soluciones de las ecuaciones diferenciales parciales a partir de estimaciones a priori).

## En memoria
La Medalla Schauder   es otorgada por el Centro JP Schauder de Estudios No Lineales de la Universidad Nicolás Copérnico de Toruń, Polonia, a personas por sus logros significativos relacionados con los métodos topológicos en el análisis no lineal .